# 境港市立余子小学校
境港市立余子小学校（さかいみなとしりつ あまりこしょうがっこう）は、鳥取県境港市竹内町にある公立小学校。
ここでは境港市立誠道小学校（さかいみなとしりつ せいどうしょうがっこう）についても述べる。

## 沿革
- 1873年

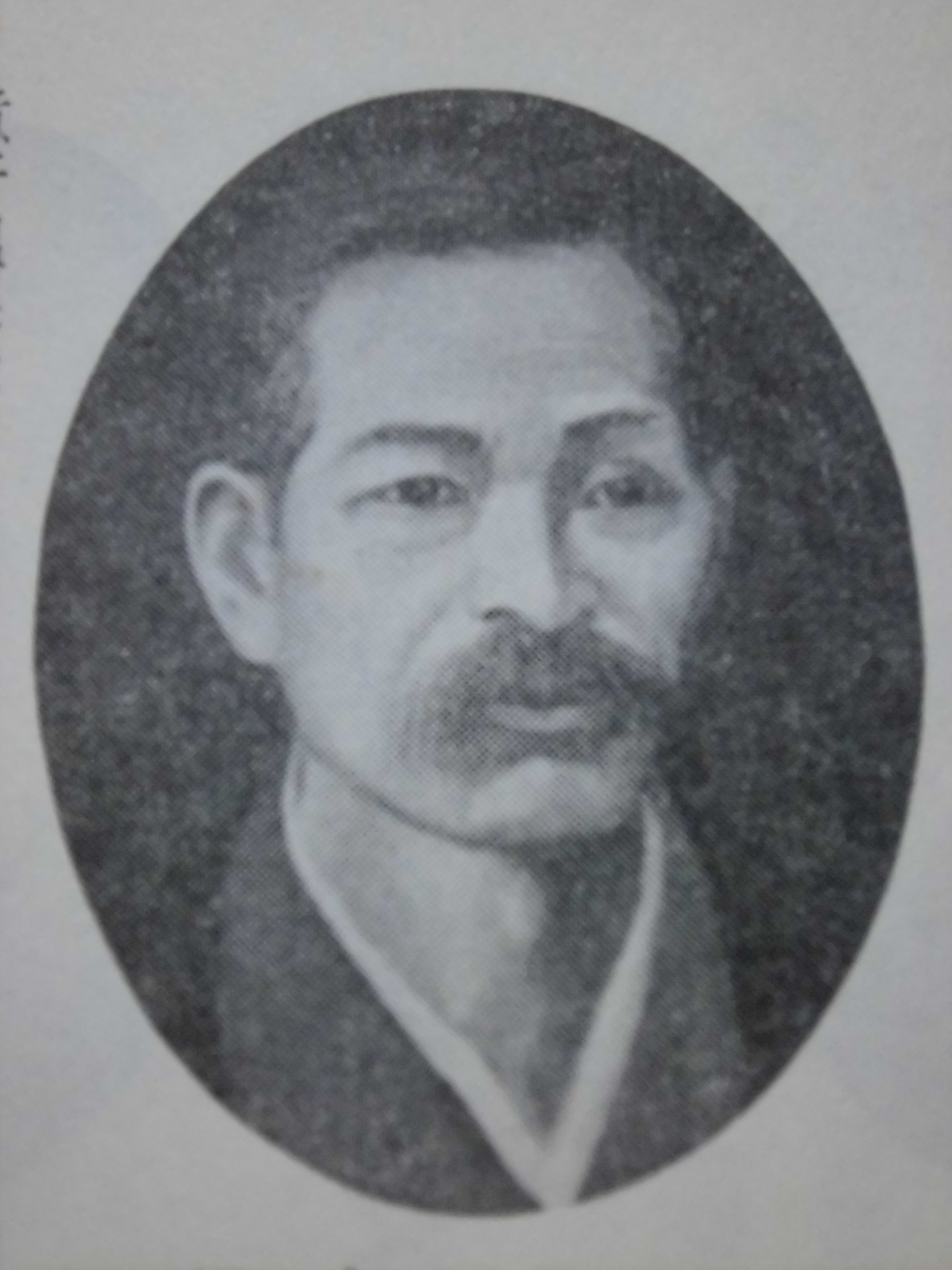
富谷千太郎
（初代余子村長として余子尋常小学校を開校）

  - 2月 - 中野村正福寺に組合学校をおく。
  - 5月 - 竹内小学校（竹内村薬師堂）・中野小学校（中野村正福寺）を設立。
- 1887年1月31日 - 竹内尋常小学校・中野簡易小学校と改称。
- 1888年5月 - 上道・竹内・中野三校を改め、学校組合尚絅（しょうけい）尋常小学校とする。
- 1890年4月 - 尚絅尋常小を解散し余子尋常小学校設立。
- 1906年10月 - 余子実業補習学校付設。
- 1909年4月 - 余子尋常高等小学校と改称。
- 1941年4月1日 - 国民学校令により余子国民学校と改称。
- 1947年4月1日 - 学制改革により余子村立余子小学校と改称。
- 1954年8月10日 - 町村合併により境港町立余子小学校と改称。
- 1956年4月1日 - 市制施行により境港市立余子小学校と改称。
- 1983年4月 - 境港市立誠道小学校を分離開校。
- 1999年3月 - コンピュータ室の設置。
- 2010年6月20日 - 校庭芝生化。
- 2020年4月 - 誠道小学校を再統合。

### 誠道小学校
- 1983年4月1日 - 境港市立余子小学校より分離開校。
- 1985年2月 - 校歌制定（作詞：渋山春樹、作曲：田口興輔）・校章制定。
- 19924月 - 創立10周年記念式典（記念碑建立・記念植樹・記念誌発刊）
- 1999年8月 - コンピュータ室の設置。
- 2008年7月 - 校庭芝生化。
- 2010年7月 - 太陽光発電施設完成。
- 2020年3月31日 - 余子小学校との統合により閉校。

## 通学区域
- 境港市[1]
  - 中野町（市道中野外江線及び国道431号線から市道中野外江線の起点に至る市道樋ノ上川線以南）、福定町、竹内町、高松町、美保町、竹内団地、誠道町

## 交通アクセス
- JR境線 余子駅より1 km。
- 日ノ丸バス外浜線「余子農協前」バス停下車。

## 校区内の主な施設
- 境港市立第二中学校（進学先中学校）
- 鳥取県立境港総合技術高等学校（隣接）
- 境港竹内工業団地
  - SANKO夢みなとタワー
  - みなと温泉ほのかみ
  - 大漁市場なかうら

## 著名な関係者
出身者
- 足立実（政治家・初代境港市長）
- 阿部信文（柔道家）
- 宮川大助（漫才師）

教職員
- 佐中廉（教育者・政治家） - 元校長
- 安田貞栄（教育者・政治家） - 元訓導